# نورلند ۵۴۰۵
سیارک ۵۴۰۵ (به انگلیسی: 5405 Neverland، نامگذاری:1991GY) پنج هزار و چهارصد و پنجمین سیارک کشف شده‌است که در ۱۱ آوریل ۱۹۹۱ کشف شد.
قدر مطلق سیارک برابر ۱۲٫۶۰ است.